# Conseil de la Jeunesse de Genève
 (juillet 2025).
Motif : Où sont les sources secondaires centrées d'envergure nationale ? Il n'y en a qu'une.
- Archive Wikiwix
- Bing
- Cairn
- DuckDuckGo
- E. Universalis
- Gallica
- Google
- G. Books
- G. News
- G. Scholar
- Persée
- Qwant
- (zh) Baidu
- (ru) Yandex

| 1. | Préciser le motif de la pose du bandeau. | Précisez le motif de la pose du bandeau en utilisant la syntaxe suivante : {{admissibilité à vérifier\|date=juillet 2025\|motif=remplacez ce texte par le motif}}                                     |
| 2. | Informer les utilisateurs concernés.     | Pensez à avertir le créateur de l'article, par exemple, en insérant le code ci-dessous sur sa page de discussion : {{subst:avertissement admissibilité à vérifier\|Conseil de la Jeunesse de Genève}} |

Le Conseil de la Jeunesse de Genève (CJGE) est un conseil consultatif apartisan de 25 jeunes (entre 14 et 21 ans) œuvrant auprès des autorités politiques cantonales et communales de Genève. Les membres peuvent toute fois être membre d'un parti politique, mais ne sont en aucun cas sélectionné en fonction de leurs couleurs politiques.

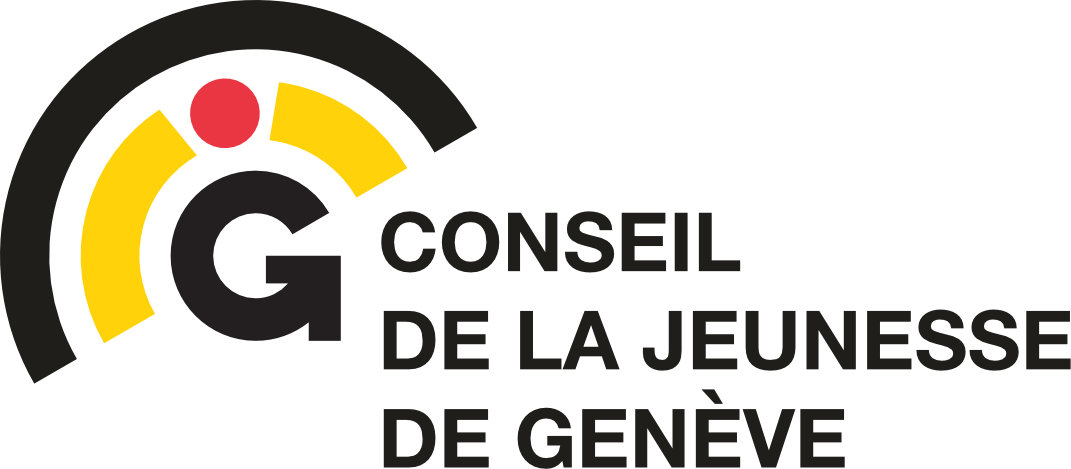
Logo du Conseil de la Jeunesse de Genève

Il a pour but d'émettre des préavis sur des projets de loi ou des objets parlementaires cantonaux ou communaux concernant la jeunesse; de formuler des propositions aux autorités cantonales et communales concernant la jeunesse; de représenter les jeunes auprès des autorités politiques et administratives du canton; de participer par ses représentantes ou ses représentants aux travaux de commissions; de contribuer à l'encouragement de la participation des enfants et des jeunes par des actions de sensibilisation et de promotion.

## Histoire
A Genève, la volonté que les jeunes puissent s'exprimer sur les décisions du canton existe depuis longtemps. Déjà en 1993, un parlement de jeunes voit le jour en Ville de Genève. Le Parlement des Jeunes Genevois (association promouvant la démocratie chez les jeunes), milite dès 2015 pour la création d'un conseil de jeunes officiel au canton de Genève et ayant une influence sur les décisions prises par les autorités politiques. Après une certaine forme d'insistance, le 1er mars 2018, le Grand Conseil de Genève vote la loi sur l'enfance et la jeunesse (LEJ).Il est alors demandé au Conseil d'Etat d'instaurer un conseil de jeunes, le Conseil de la Jeunesse de Genève.
Le CJGE, sera mit en place quelques années plus tard (2021) par la Conseillère d'Etat Anne Emery-Torracinta. La gestion du secrétariat et de la logistique du conseil sera délégué à un des services du Département de l'Instruction Publique (DIP), le service écoles et sport, art, citoyenneté (SESAC).

## Fonctionnement
Le Conseil de la Jeunesse de Genève est composé de 25 membres entre 14 et 21 ans résidant sur le Canton de Genève. Pour être membre du Conseil, il est nécessaire de déposer une candidature auprès du SESAC. Une commission, d'une dizaine de personnes triées sur le volet, sélectionne les jeunes de milieux social, géographique et culturel différant.
Le mandat de deux ans fait l'objet d'un arrêté cantonal et est renouvelable deux fois.
A l'interne, le CJGE fonctionne via un règlement. Une présidence est élue et est composée d'un Président, d'un Vice-Président et d'une Vice-Présidente. La Présidence à pour rôle de représenter, d'organiser et de diriger le conseil.
Le CJGE, sous l'impulsion d'au moins un de ses membres peut déposer des propositions de projet, peut émettre un préavis sur un travail parlementaire du Grand Conseil, peut émettre un préavis sur un projet du Conseil d'Etat. Se faisant, l'objet est soumis en séance plénière du Conseil, fait l'objet de débats et est soit validé, refusé ou bien amendé.
Le Conseil peut être sollicité par les autorités politiques genevoises (communes et canton)  pour donner un préavis sur un projet.

## Historique des Présidences
- 1er Mandat[5] (2021-2023) :  Président | Théo Cancela ; Vice-Président | Matteo Aïm ; Vice-Présidente | Valentina Attanasio
- 2 ème Mandat (2023-2025) : Président | Gabriel Haddad ; Vice-Président | Mathieu Beer (jusqu'au 18.09.2024) Téo Racordon (depuis le 18.09.2024) ; Vice-Présidente | Margaux Zugravu

## Projets du CJGE (non exhaustif)[7]
- Genève 2050 (en 2022)
- Gratuité des transport publics genevois (en 2024)[8],[9]
- Ecole autrement (en 2024)
- Prise de position pour la protection des arbres bicentenaires (en 2024)
- Bike2school (en 2024)
- Reforme de la maturité gymnasiale (en 2024-2025)[10],[11]
- Interdiction de la Puff (en 2025)
- Protection contre les IST (en 2025)
- Campagne de protection des jeunes face aux écrans (en 2025)
- Reforme des stages au secondaire I (en 2025)
- Places garanties pour les vélos aux alentours des établissements scolaires (en 2025)